# Линдси, Джон, 20-й граф Кроуфорд
Генерал-лейтенант Джон Линдси, 20-й граф Кроуфорд (англ. John Lindsay, 20th Earl of Crawford; 4 октября 1702 — 25 декабря 1749) — шотландский пэр и первый полковник Черной стражи при её формировании в 1739 году.

## Биография
Родился 4 октября 1702 года. Старший сын генерал-лейтенанта Джона Линдси, 19-го графа Кроуфорда (ок. 1672—1713), и достопочтенной Эмилии Стюарт (? — 1711), дочери Джеймса Стюарта, лорда Дауна.
4 января 1713 года после смерти отца Джон Линдси унаследовал титулы 20-го графа Кроуфорда, 4-го графа Линдси, 13-го лорда Линдси из Байрса и 4-го лорда Парброата.
Он получил образование в Университете Глазго и Военной академии Водей, Париж.
Граф Кроуфорд был зачислен в 3-й пехотный полк (Шотландской гвардии) в 1726 году, но позже служил в австрийской и российской армиях, прежде чем вернуться в Великобританию и принять командование 42-м пехотным полком Черной стражи (1739—1740). Затем он был полковником 2-го отряда гвардии конных гренадеров (1740—1743) и полковником 4-го отряда конной гвардии («Шотландская конная гвардия») (1743—1746), сражаясь в битве при Деттингене 16 июня 1743 года. В 1744 году он получил звание бригадного генерала, а в 1745 году — генерал-майора. Он участвовал в восстании якобитов 1745 года и битве при Фонтенуа 30 апреля 1745 года.
Кроуфорд был полковником 25-го пехотного полка (1746—1747). Он участвовал в битве при Року 11 октября 1746 года и получил звание генерал-лейтенанта в 1747 году. Он был полковником 2-го драгунского полка («Шотландские серые») (1747—1749).
В 1732 году Кроуфорд был избран членом Королевского общества. В 1734 году он был великим мастером Первой Великой ложи Англии.

## Семья
3 марта 1747 года в Белфорде, Нортумберленд, граф Кроуфорд женился на леди Джин Мюррей (ок. 1730 — 10 октября 1747), старшей дочери генерал-лейтенанта сэра Джеймса Мюррея, 2-го герцога Атолла (1690—1764), но она умерла всего через девять месяцев после их свадьбы.
20-й граф Кроуфорд скончался 26 декабря 1749 года от ранения в ногу, полученного в битве при Кроцке в 1739 году. Он был последним членом семьи Линдси, похороненным в мавзолее на кладбище в Церере, Файф, Шотландия.